# Raina
Oh Hye-rin (en hangul, 오혜린; Ulsan, 7 de mayo de 1989), conocida como Raina (en hangul, 레이나), es una cantante, bailarina, modelo y compositora surcoreana. Es una exmiembro del grupo After School y también la líder de la sub-unidad Orange Caramel.

## Información
Raina nació el 7 de mayo de 1989. Antes de pertenecer a After School audicionó en el programa Super Stark de Mnet.
Ella y Nana debutaron en After School en noviembre de 2009, y fueron denominadas la tercera generación del grupo, junto a Lizzy, quien debutó en marzo de 2010, pero que fue incluida en esta generación.
En junio de 2010, Raina, Nana y Lizzy formaron una sub-unidad (hoy agrupación independiente) denominada Orange Caramel y lanzaron su primer mini-álbum titulado Magic Girl el cual fue bien recibido en Corea del Sur y en varios espectáculos más. Raina fue nombrada la líder de Orange Caramel poco tiempo después.

## Vida personal
Raina asiste a la Universidad Howon y es amiga de Jo Kwon, del grupo 2AM.

## Filmografía

### Programas de variedades
- 2011, 2012, 2013, 2014, 2016: Hello Counselor - invitada (ep. 27, 80, 110, 180 y 281)
- 2014: Day Day Up - invitada junto a Orange Caramel: Nana y Lizzy[2]
- 2015: King of Mask Singer - participó como "Top of the World" (ep. 33-34)[3]

## Discografía
Véanse: After School y Orange Caramel
A midsummer night's sweetness Raina ft San E https://www.youtube.com/watch?v=nkfMN-jaycA
You End, And Me Raina ft Kanto https://www.youtube.com/watch?v=EwiNWI-glBA
Repertor Raina solo Video https://www.youtube.com/watch?v=A75mvCtWgyY

## Filmografía
- White Curse of the Melody (2011)